# Jóhan Troest Davidsen
Jóhan Troest Davidsen (Tórshavn, 31 gennaio 1988) è un ex calciatore faroese, di ruolo difensore.

## Carriera

### Nazionale
Ha giocato numerose partite con le nazionali giovanili faroesi Under-17, Under-19 ed Under-21.
Tra il 2007 ed il 2017 ha giocato in totale 36 partite con la nazionale faroese.